# Силы Ван-дер-Ваальса
Силы Ван-дер-Ваальса (Вандерваа́льсовы си́лы) — силы межмолекулярного (и межатомного) взаимодействия с энергией 10—20 кДж/моль. В современной науке они обычно применяются к силам, возникающим при поляризации молекул и образовании диполей. Открыты Й. Д. Ван дер Ваальсом в 1869 году.
Благодаря силам Ван-дер-Ваальса инертные газы могут существовать в жидком и твёрдом агрегатных состояниях.
К силам Ван-дер-Ваальса относятся и взаимодействия между диполями (постоянными и наведёнными). Название связано с тем фактом, что эти силы являются причиной поправки на внутреннее давление в уравнении состояния реального газа Ван-дер-Ваальса. Эти взаимодействия, а также водородные связи, определяют формирование пространственной структуры биологических макромолекул.
Силы Ван-дер-Ваальса также возникают между частицей (макроскопической частицей или наночастицей) и молекулой и между двумя частицами.

## Классификация сил Ван-дер-Ваальса
Вандерваальсово взаимодействие состоит из трёх типов слабых электромагнитных взаимодействий:
- Ориентационные силы, диполь-дипольное притяжение. Осуществляется между молекулами, являющимися постоянными диполями. Примером может служить HCl в жидком и твёрдом состоянии. Энергия такого взаимодействия обратно пропорциональна кубу расстояния между диполями.
- Дисперсионное притяжение (лондоновские силы, дисперсионные силы). Обусловлены взаимодействием между мгновенным и наведённым диполем. Энергия такого взаимодействия обратно пропорциональна шестой степени расстояния между диполями.
- Индукционное притяжение (поляризационное притяжение). Взаимодействие между постоянным диполем и наведённым (индуцированным). Энергия такого взаимодействия обратно пропорциональна шестой степени расстояния между диполями.

До сих пор многие авторы исходят из предположения, что силы Ван-дер-Ваальса определяют межслоевое взаимодействие в слоистых кристаллах, что противоречит экспериментальным данным: масштабу анизотропии температуры Дебая и, соответственно, масштабу анизотропии решёточного отражения. Исходя из данного ошибочного предположения построены многие двумерные модели, «описывающие» свойства, в частности графита и нитрида бора.
В последнем случае действуют так называемые силы Казимира и Казимира — Лифшица.

## Проявления в природе

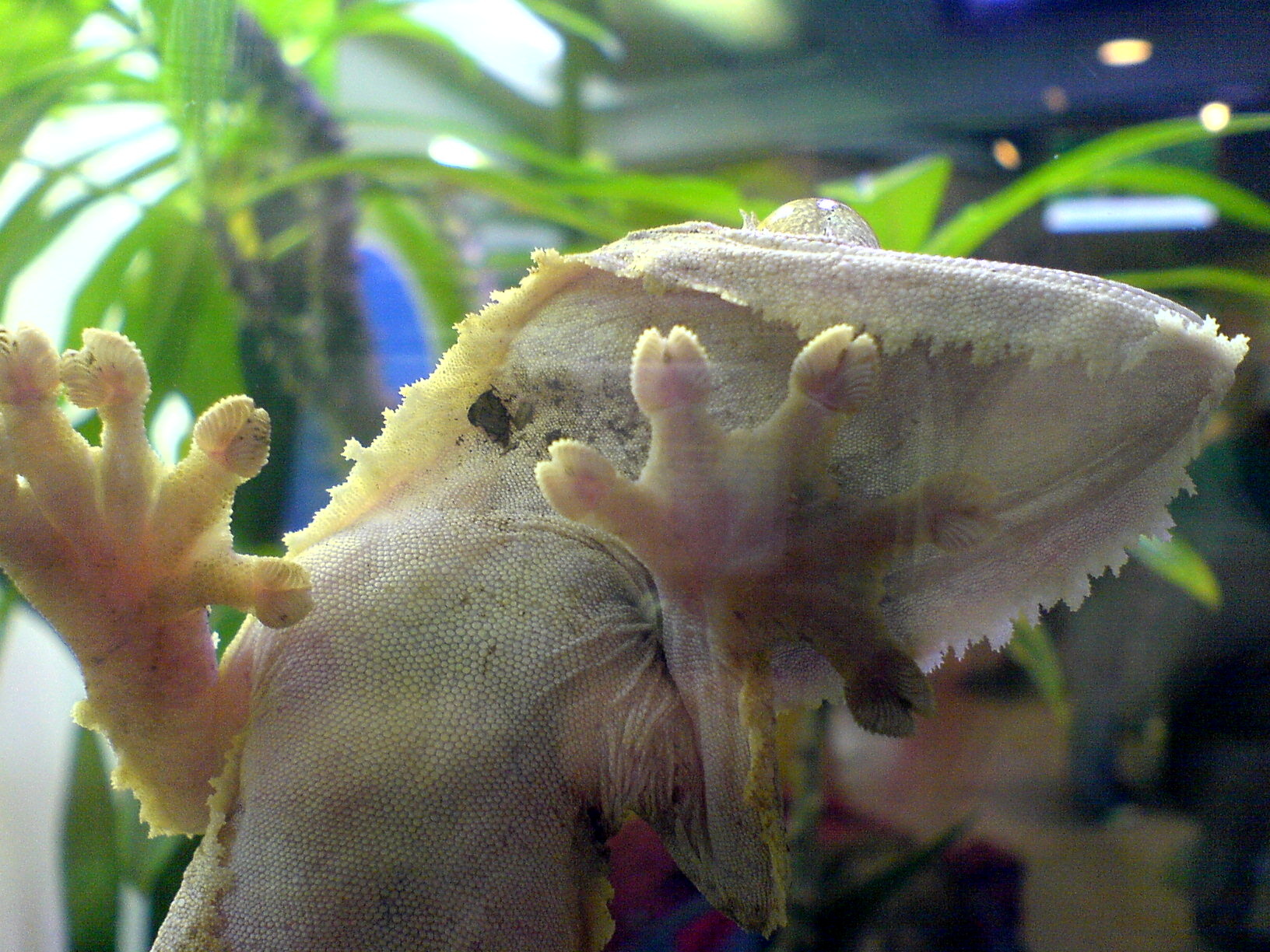
Геккон поднимается по стеклу.

- Сцепление частиц малых астероидов кольца́ Сатурна[6];
- Способность гекконов взбираться по гладким поверхностям, например, по стеклу[7].
- В системе редактирования генома TALEN[англ.] второй аминокислотный остаток в Repeat Variable Diresidue (RVD) взаимодействует с нуклеотидом, но при этом природа этого взаимодействия различна: аспарагин и аспарагиновая кислота образуют водородные связи c азотистыми основаниями, а изолейцин и глицин связываются с целевым нуклеотидом за счёт сил Ван-дер-Ваальса[8].

## Методы сравнительной оценки
Для количественной оценки вклада сил Ван-дер-Ваальса в общий баланс межмолекулярных взаимодействий между молекулами в кристаллических твердых телах в настоящее время используется метод расчета и анализа поверхностей Хиршфельда (обычно с применением программы CrystalExplorer. Основные методики этого подхода описаны в.

## Применение
Ван-дер-Ваальсовы взаимодействия, несмотря на невысокую интенсивность, могут служить основой для образования материалов, обладающих интересными свойствами. Например при включении магнитных компонентов, они могут создавать условия для образования Ван-дер-Ваальсова магнетизма и магнитных ван-дер-ваальсовых материалов: двумерных атомных кристаллов, содержащих магнитные элементы и, таким образом, обладающих внутренними магнитными свойствами. А последние, при сочетании магнитов Ван-дер-Ваальса с материалами, применяемыми в области физики интенсивно свето-генерирующих веществ — открывает путь к дизайну и управлению коррелированными квантовыми материалами с помощью кавитационной квантовой электродинамики.